# Asim Mutevelić
Asim-beg Mutevelić (30. října 1883 Sarajevo, Bosna a Hercegovina – 1956 Sarajevo, Federativní lidová republika Jugoslávie) byl bosenskohercegovský učitel a politik bosňáckého původu.

## Život
Narodil se do majetné muslimské rodiny, která získala příjmení po svém předkovi, který byl správcem, mutevelijou, sarajevského Gazi Husrev-begova vakufu, islámské nadace. Sám Asim byl mutevelijou vakufu od 8. května 1921.
V rodném městě navštěvoval nižší gymnázium a Učitelskou školu. Učitelskému povolání se věnoval v obcích Gacko (od 1905), Jezero u Jajce (od 1907, nato s definitivou) a Sarajevu. Od 17. ledna 1913 do konce května 1914 byl ředitelem a jedním ze dvou učitelů Islámského sirotčince v Sarajevu, kde byly ubytovávány muslimské děti na studiích, zejména školáci. Poté učil v Daru-l-mualliminu, muslimské učitelské přípravce.
Před první světovou válkou byl aktivní v muslimské podpůrném spolku Gajret (Úsilí).
Mutevelić byl držitelem řady vyznamenání, mj. Řádu svatého Sávy, Řádu bílého orla a Řádu jugoslávské koruny.
Sarajevským starostou se stal roku 1929, krátce po zavedení královské diktatury v Jugoslávii, a zůstal jím až do roku 1935, kdy došlo k uvolnění režimu.